# كريغ ايستموند
كريغ ايستموند (بالإنجليزية: Craig Eastmond)‏ (9 ديسمبر 1990 لندن الإمبراطورية الرومانية - ) هو لاعب كرة قدم بريطاني، يلعب كمدافع.

## روابط خارجية
- كريغ ايستموند على موقع قاعدة بيانات كرة القدم.إي يو (الإنجليزية)
- كريغ ايستموند على موقع Soccerbase.com (لاعب) (الإنجليزية)
- كريغ ايستموند على موقع Soccerway.com (الإنجليزية)
- كريغ ايستموند على موقع عالم كرة القدم.نت (الإنجليزية)
- كريغ ايستموند على موقع AS.com (الإسبانية)